# As We May Think
Vannevar Bush's artikel "As We May Think", blev offentliggjort i Atlantic Monthly in juli 1945. Han mente at som mennesket nu vendte sig væk fra krigen, burde den videnskabelige indsats flyttes fra udvikling af de fysiske muligheder til at gøre al hidtil skabt menneskelig information lettere tilgængelig.
Artiklen beskrev noget der på mange måder kan sammenlignes med vore dages World Wide Web.